# Kevin Kratz
Kevin Kratz, né le 21 janvier 1987 à Eschweiler en Allemagne, est un footballeur allemand, qui joue au poste de milieu de terrain.

## Biographie
Kevin Kratz commence sa carrière au Bayer Leverkusen, en entrant dans les catégories de jeunes. Entre 2006 et 2009, il évolue dans l'équipe réserve du Bayer Leverkusen. Le 1er juillet 2009, il rejoint l'Alemannia Aachen en 2. Bundesliga.
Le 23 août 2009, il fait ses débuts professionnels en 2. Bundesliga en entrant à la 71e minute contre le FC Kaiserslautern lors d'un match nul de 1-1. Puis le 10 février 2010, il inscrit son premier but en 2. Bundesliga contre le 1860 Munich lors d'une défaite 3-2. En février 2011, il prolonge son contrat jusqu'en juin 2013, cependant, le club est relégué en 3. Liga à la fin de la saison 2011-2012.
En juillet 2012, il signe un contrat de 2 ans avec l'Eintracht Brunswick en 2. Bundesliga. À la fin de la saison 2012-2013, le club est promu en Bundesliga. Le 10 août, il fait ses débuts en Bundesliga contre le Werder Brême lors d'une défaite 1-0. La semaine suivante, il marque son premier but en Bundesliga de la tête à la 89e minute contre le Borussia Dortmund lors d'une défaite 2-1.
Après la descente du club en 2. Bundesliga, il rejoint le SV Sandhausen. Durant ces deux saisons, il dispute peu de rencontre à la suite de plusieurs blessures.
Le 15 septembre 2016, il a rejoint l'Union de Philadelphie en MLS. Il ne dispute aucune rencontre avec Philadelphie. Puis, le 11 décembre, il rejoint la nouvelle franchise du Atlanta United FC pour sa saison inaugurale en MLS.
Le 15 avril 2017, il réalise ses débuts en MLS en entrant à la 73e minute à la place de Kenwyne Jones lors d'une défaite 2-1 face à l'Impact de Montréal.

## Statistiques
| Saison                | Club                  | Championnat           | Championnat | Championnat | Coupe(s) nationale(s) | Coupe(s) nationale(s) | Séries | Séries | Total | Total |
| Saison                | Club                  | Division              | M.          | B.          | M.                    | B.                    | M.     | B.     | M.    | B.    |
| 2009-2010             | Alemannia Aachen      | 2. Bundesliga         | 18          | 1           | 1                     | 0                     | -      | -      | 19    | 1     |
| 2010-2011             | Alemannia Aachen      | 2. Bundesliga         | 30          | 2           | 4                     | 0                     | -      | -      | 34    | 2     |
| 2011-2012             | Alemannia Aachen      | 2. Bundesliga         | 20          | 0           | 1                     | 1                     | -      | -      | 21    | 1     |
| 2012-2013             | Eintracht Brunswick   | 2. Bundesliga         | 18          | 0           | 1                     | 2                     | -      | -      | 19    | 2     |
| 2013-2014             | Eintracht Brunswick   | Bundesliga            | 14          | 1           | 1                     | 0                     | -      | -      | 15    | 1     |
| 2014-2015             | SV Sandhausen         | 2. Bundesliga         | 15          | 0           | -                     | -                     | -      | -      | 15    | 0     |
| 2015-2016             | SV Sandhausen         | 2. Bundesliga         | 7           | 0           | 1                     | 0                     | -      | -      | 8     | 0     |
| 2016                  | Philadelphia Union    | MLS                   | 0           | 0           | -                     | -                     | -      | -      | 0     | 0     |
| 2017                  | Atlanta United        | MLS                   | 20          | 1           | 2                     | 1                     | -      | -      | 22    | 2     |
| 2018                  | Atlanta United        | MLS                   | 28          | 2           | 2                     | 0                     | -      | -      | 30    | 2     |
| 2019                  | Atlanta United        | MLS                   | 1           | 0           | 0                     | 0                     | -      | -      | 1     | 0     |
| Total sur la carrière | Total sur la carrière | Total sur la carrière | 171         | 7           | 13                    | 4                     | 0      | 0      | 184   | 11    |